# 维尼翁河
维尼翁河（法語：Vignon，法語發音：[viɲɔ̃]）是法国奥克西塔尼大区洛特省的河流，是图尔芒特河的右支流，长8.2千米，发源自马尔泰勒，于莱卡特尔鲁特-迪洛特流入图尔芒特河。